# Driopida
Driopida es un pueblo tradicional de la isla cicládica de Citnos con una población estimada de 325 habitantes, acorde a la encuesta del censo de 2011. 

## Información general
Driopida se encuentra en la parte sur de la isla, a una distancia aproximada de 7 kilómetros de Hora y está construida entre dos colinas a una altura de 190 metros.
La principal característica de esta comunidad son los tejados de cerámica, que se remontan principalmente a la ocupación de sus habitantes, azulejeros y tejadores en Atenas que trajeron la costumbre de los tejados a su lugar de nacimiento.
Administrativamente, Driopida formaba parte de la prefectura de Kea, pero en 1997, como parte de la reforma administrativa del Plan Kapodistrias, pasó a formar parte del municipio de Citnos, y permaneció allí incluso después de la aplicación del Plan Kallikratis, que reorganizó las divisiones administrativas de Grecia. Driopida alberga las clases restantes de la escuela primaria de Citnos.
El pueblo de Driopida tiene un teatro al aire libre, llamado Pequeño Teatro de Driopida y el centro médico regional  de la isla de usos múltiples.

## Historia

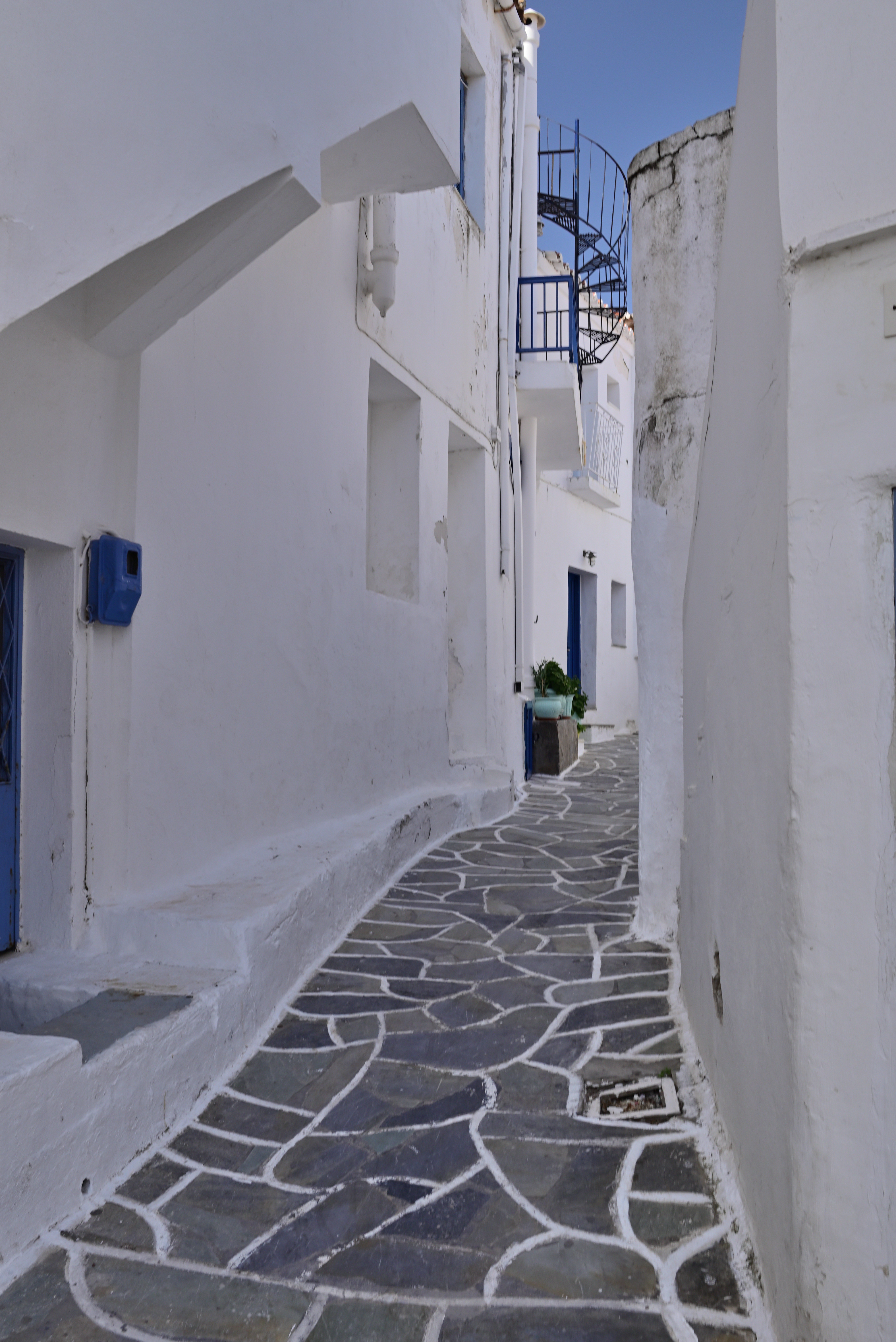
Calle típica en Driopida

Driopida se fundó en una época no especificada y se convirtió en el hogar de los refugiados cretenses. Según la tradición local, se construyó como un refugio contra los piratas. Al principio se llamó Syllakas o Chorio (pueblo), pero más tarde fue rebautizado como Driopida, el antiguo nombre de Kythnos, en honor a los Dryops, considerados los primeros habitantes de la isla. Los locales se refieren a ella a menudo por sus antiguos nombres y sus habitantes son llamados Syllakotes.
Driopida fue citada en 1700 por los jesuitas franceses en sus misiones de proselitismo en el mar Egeo. Más tarde, muchos exploradores visitaron el pueblo e informaron sobre él. Driopida experimentó un boom en el arte de la cerámica y las tejas y se extraía el hierro en la cueva de Katafyki.

## Visitas turísticas
Driopida alberga el Museo del Folklore de Kythnos, que exhibe vestidos, utensilios y otros objetos de la vida cotidiana. También hay un pequeño museo bizantino situado en la iglesia de San Jorge y un museo agrícola. Una importante atracción es la iglesia de San Minas, con un iconostasio tallado en madera e iconos que datan del siglo XVI. La cueva de Katafyki se encuentra en Fires y cuenta con estalactitas y estalagmitas y una serie de galerías naturales. En la Antigüedad funcionaba como mina de hierro. Tras la fundación del Estado griego, se restableció la explotación minera. A lo largo de los tiempos, la cueva también ha servido de refugio y almacén de alimentos, así como de lugar de celebración.